# Phil Woods

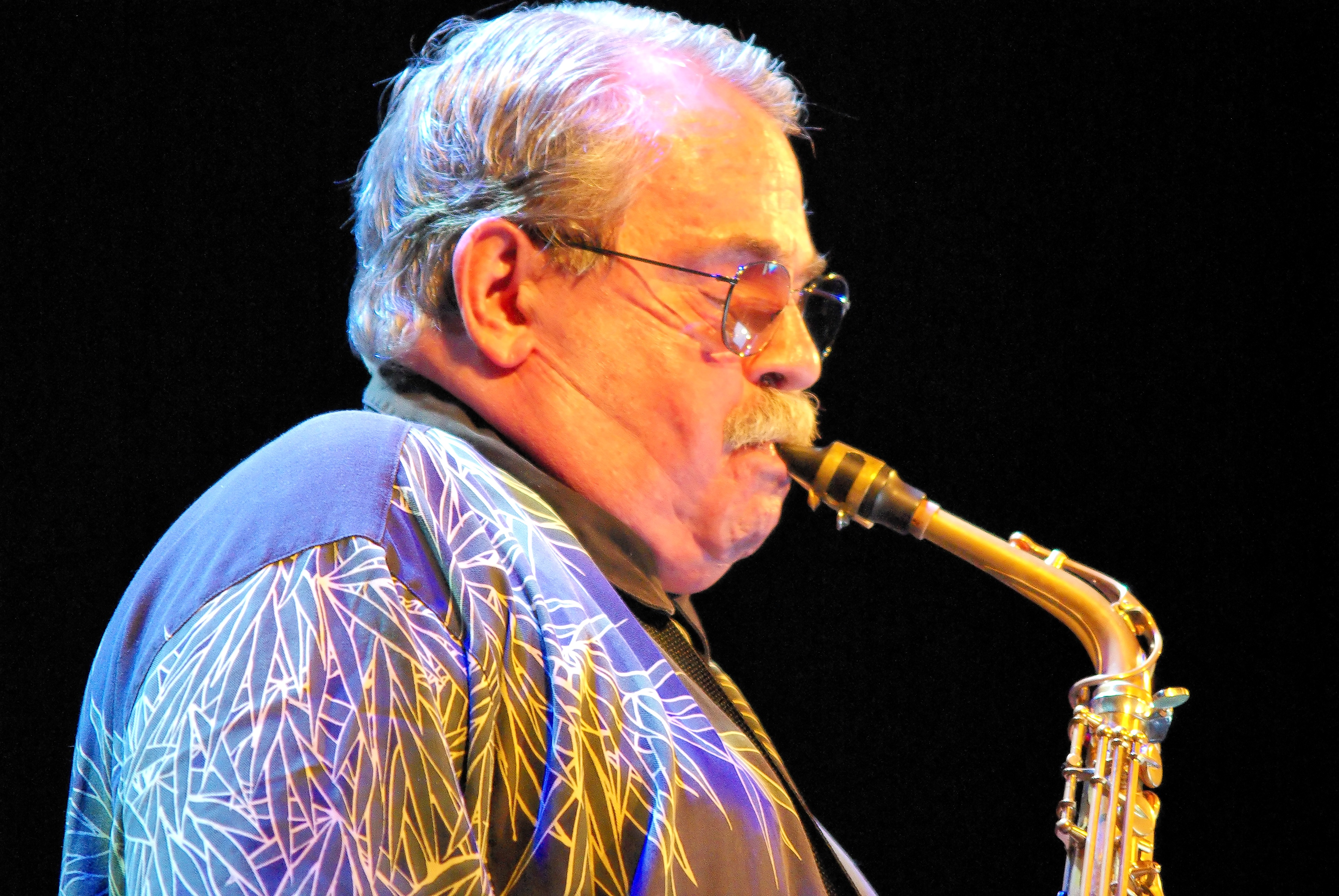
Phil Woods (2007)

Philip Wells „Phil“ Woods (* 2. November 1931 in Springfield, Massachusetts; † 29. September 2015 in Stroudsburg, Pennsylvania) war ein US-amerikanischer Musiker des Modern Jazz. Er stand auf dem Altsaxophon deutlich in der Nachfolge Charlie Parkers. Die von diesem entwickelten Stilelemente lockerte er durch eine breitere Phrasierung auf und veränderte die Tonbildung durch gelegentliche Growls und andere Bluesreminiszensen, wenn dies zur Melodielinie passte.

## Musikalische Anfänge
Phil Woods war der erste professionelle Musiker in seiner Familie. Das Altsaxophon, das er mit zwölf Jahren zu spielen begann, war sein erstes Instrument; vier Jahre lang erlernte er es privat. Mit 13 Jahren begann er mit einer Jugendband zu spielen. Sein erstes professionelles Engagement, einen „Gig, der länger als ein Wochenende dauerte“ (Woods), verschaffte ihm Joe Morello, ein Altersgenosse aus Springfield.
Bevor er dauerhaft nach New York City zog, fuhr er fünf Wochen lang einmal pro Woche dorthin, um bei Lennie Tristano zu lernen und die neuesten Aufnahmen von Charlie Parker zu kaufen. Nach einem Sommersemester an der Manhattan School of Music schrieb er sich 1948 an der Juilliard School of Music für ein Vier-Jahres-Studium ein.

## Die Zeit an der Juilliard School
An der bekannten Schule für Tanz, Drama und Musik war Woods zunächst von vielen Gitarristen umgeben; es kam vor, dass gleich fünf davon zu einer Session kamen. Sein Hauptfach wurde die Klarinette. Er interessierte sich für klassisches Klarinettenspiel und wollte so viel wie möglich über die Musik lernen, statt sich ausschließlich auf die Jazzszene zu konzentrieren, was seiner Meinung nach ungünstig für den Erwerb der nötigen musikalischen Mittel war. Er wollte nicht nur Blues spielen, sondern sich auch mit anderen Aspekten und Entwicklungen in der Musik vertraut machen. Bevor er völlig in den Jazz einstieg, wollte er noch mehr lernen. An einer Verbindung von Jazz und klassischer Musik hatte er jedoch kein Interesse, da es sich hier um völlig unterschiedliche Kategorien handle. Aber auch als Jazzmusiker solle man bestimmte musikalische Techniken beherrschen, so Woods. Außerdem studierte er Komposition. Er komponierte eine Klaviersonate, ein Streichtrio und drei Stücke für Solo-Klarinette. Seither hat er keine klassischen Werke mehr geschrieben. Als er die Schule verließ, verließ er gewissermaßen auch die klassische Szene. Seine Zukunft, sowohl in der Komposition als auch beim Spielen, sah er im Jazz.
Als er aus finanziellen Gründen – seine Frau erwartete ein Kind – für zwei Monate in Charlie Barnets Band mitwirkte, lernte er zwischen den Auftritten für sein Abschlussexamen, das für den Tag nach dem letzten Auftritt mit der Band angesetzt war. Am letzten Abend im Theater wurde seine Klarinette gestohlen und er musste ein ganzes Jahr warten, um die Prüfung nachzuholen, die er bestand.

## Kleinere und größere Jobs
Nach Juilliard hatte er Auftritte in New York und später mit einer eigenen Combo auf Staten Island, bevor ihm eines Abends ein betrunkener Preis-Boxer mit der Faust auf den Mund schlug und er für drei Monate pausieren musste. Schon vorher aber hatte er seine erste Aufnahme für „Prestige“ gemacht, zusammen mit John Wilson, kurz darauf unterschrieb er einen Vertrag mit dieser Plattenfirma.
Er werde aber nicht bleiben, sondern freischaffend und nie wieder bei einer Firma unterschreiben, die ihm derartige Bedingungen biete. Er habe für drei Jahre unterschrieben, sein Vertrag beinhalte zwei LPs pro Jahr, zu wenig um davon zu leben. Er sei, mit wenigen Ausnahmen, sogar daran gehindert worden, für andere Leute Aufnahmen zu machen. Nach Staten Island spielte er für ein paar Monate mit Neal Hefti, einschließlich zweier LPs mit der Band und eine davon zusätzlich mit dem Sänger Francis Wayne. Danach spielte er ein Jahr im Nut Club in Greenwich Village, mit Nick Stabulas, George Syran und Teddy Kotick. Mit Jon Eardley im Quintett entstand Phils erstes Album unter seinem eigenen Namen. Dann spielte er einen Monat lang im Cafe Bohemia mit Donald Byrd, Teddy Kotick und Will Bradley Jr.; er äußerte sich zufrieden über diesen Job, es sei schon ein ziemlicher Unterschied zum Nut Club. Das nächste größere Engagement war ein Monat bei der Birdland Tour, Februar 1956, mit Kenny Dorham, Conte Candoli, Al Cohn und der Rhythmusgruppe von Sarah Vaughan. In diesem Jahr war er Solist auf Quincy Jones’ Debütalbum This Is How I Feel About Jazz.

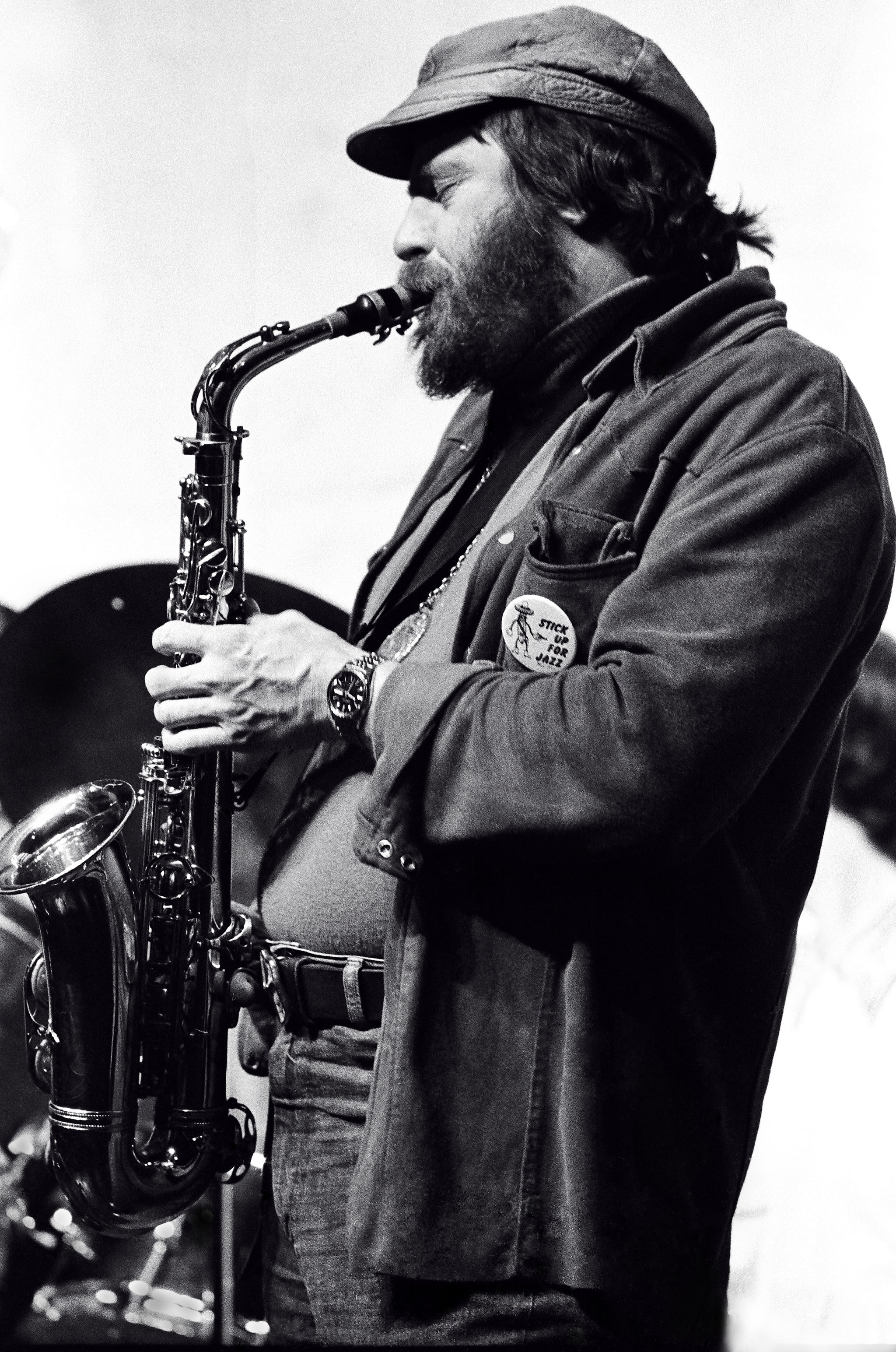
Phil Woods (1978)

## Suche nach der Identität
Bekannter wurde er mit der Arbeit mit der Dizzy Gillespie Big Band und mit der Friedrich Gulda Combo. Den Weggang von Gillespie (1957) begründete er mit dem leichten Verlust seiner Identität. Er habe zwar für eine Big Band viele Möglichkeiten gehabt, zu improvisieren, aber immer nur acht Takte pro Stück, um warm zu werden, seien zu wenig, und es sei auch sehr schwierig, sechzehn Leute gleichzeitig glücklich zu halten.
1958/59 spielte er im Quintett von Buddy Rich und war dann Gründungsmitglied der Quincy Jones Big Band, mit der er 1959/60 auf Europatournee ging und bis 1961 blieb. 1962 arbeitete er bei Benny Goodman und wirkte in den nächsten Jahren als Sessionmusiker, wie bei Benny Carters Album Further Definitions 1961. 1962 wirkte er bei der Sowjetunion-Tournee des Benny Goodman-Orchesters mit; in dem Dokumentarfilm Jazz für die Russen – To Russia with Jazz (2011) berichtete er von den Reibereien mit dem Swing-Bandleader. Ende 1963 spielte er bei Thelonious Monk (Big Band and Quartet in Concert). Mit seiner Frau Chan Richardson zog er nach Paris. Dort gründete er 1968 seine Band European Rhythm Machine (mit George Gruntz bzw. Gordon Beck am Piano, Henri Texier am Bass und Daniel Humair an den Drums). Mit dieser Gruppe trat er bis 1972 erfolgreich auf den europäischen Festivals auf, wobei (insbesondere wegen der verwendeten elektronischen Sounds und der Interaktion in der Rhythmusgruppe) der Eindruck aufkommen konnte, dass Woods tendenziell in Richtung Rockjazz marschierte. Im Weiteren spielte er mit der Kenny Clarke/Francy Boland Big Band, mit Rolf Kühn, 1972 in The George Gruntz Concert Jazz Band und nahm 1973 an einem von Joachim-Ernst Berendt produzierten Alto Summit mit Lee Konitz, Leo Wright und Pony Poindexter teil.

## Wegbereiter des Neobop
Anschließend kehrte er in die USA zurück. Er arbeitete in Los Angeles und in New York im Studio und nahm mit Aretha Franklin, Spyro Gyra, Lena Horne oder Michel Legrand auf. Er gründete auch eine neue Combo, in der über lange Jahre Tom Harrell und die Pianisten Hal Galper und Jim McNeely sowie Steve Gilmore und Bill Goodwin wirkten und die große Anerkennung erhielt. Mit dieser Band trug Woods insbesondere zum Revival des Bebop und damit zur Entstehung des Neobop bei. Er nahm zudem mit Dizzy Gillespie, Clark Terry, Jon Hendricks, Tommy Flanagan, Red Mitchell, Marian McPartland oder Jesse Green auf. Ab 2011 lebte er in Delaware Water Gap, Pennsylvania.
Woods musste in seinen letzten Jahren wegen eines Lungenemphysems bei Konzerten eine Sauerstoffflasche mit sich führen. Am 4. September 2015 erklärte er anlässlich eines Konzerts in Pittsburgh mit Mitgliedern des dortigen Sinfonieorchesters und eines Jazztrios, bei dem er die Musik des Albums Charlie Parker with Strings interpretierte, dass er künftig nicht mehr auftreten werde. Er starb am 29. September 2015 im Alter von 83 Jahren an den Folgen seiner Erkrankung.

## Auszeichnungen
Im Jahr 2007 erhielt er die NEA Jazz Masters Fellowship. 2016 wurde er in die Down Beat Readers Hall of Fame aufgenommen.

## Diskographie (Auswahl)
- 1954: Pot Pie (Prestige/OJC)
- 1955: Woodlore (OJC)
- 1956: Pairing Off (OJC)
- 1957: Phil & Quill (OJC)
- 1957: Sugan (OJC)
- 1961: Rights of Swing (Candid)
- 1969: Phil Woods & His European Rhythm Machine: At the Montreux Jazz Festival (Verve)
- 1969: Round Trip (Verve, mit Chris Swanson Orchestra)
- 1971: Phil Woods & His European Rhythm Machine: At the Frankfurt Jazz Festival (Embryo Records; mit Gordon Beck, Henri Texier, Daniel Humair, rec. 1970)
- 1979: I Remember (Grayphon/Teldec), mit Phil Woods Quartet
- 1980: Phil Woods/Lew Tabackin (Evidence)
- 1984: Integrity (Red)
- 1984: Heaven (Evidence)
- 1986: Dizzy Gillespie Meets Phil Woods Quintet (Timeless Records; mit Tom Harrell, Hal Galper, Steve Gilmore, Bill Goodwin)
- 1987: Bop Stew; Bouquet (Concord Jazz)
- 1988: Evolution; Here’s to My Lady (Concord)
- 1988: Embracable You (Philology)
- 1988: Warm Woods (Epic Records, rec. 1957)
- 1989: Flash (Concord)
- 1990: All Bird Children; Real Life (Concord)
- 1990: Phil’s Mood (Philology)
- 1991: Flowers for Hodges (Concord)
- 1991: Full House (Milestone)
- 1994: Just Friends; Our Monk (Philology)
- 1995: Plays fhe Music of Jim McNeely (TCB)
- 1996: Mile High Jazz Live in Denver (Concord)
- 1996: Astor and Elis (Chesky)
- 1996: The Complete Concert:  Live at the Wigmore Hall, London  (JMS; mit Gordon Beck)
- 1997: Celebration! (Concord)
- 1998: The Rev And I (Blue Note)
- 2006: Pass the Bebop (Cowbell Music; mit Benjamin Koppel und Alex Riel Trio)
- 2006: Song for Sysiphus (Passport Audio)
- 2004: Young Woods (Fresh Sound, aufgenommen 1956/57)
- 2005: In Her Eyes (mit Bob Lark)
- 2011: Woods and Mays (mit Phil Mays)
- 2013: Phil Woods & the Festival Orchestra: New Celebration (Chiaroscuro Records)